# Георги Сенгалевич
Георги Сенгалевич е български аграрен учен, професор д-р по растителна защита и агроекология и дългогодишен преподавател във Аграрен университет– Пловдив и Висше училище „Земеделски колеж“.

## Биография и дейност
Проф. Георги Михайлов Сенгалевич е роден на 1 юни 1931 г. в София. През 1954 г. завършва с отличен успех Агрономическия факултет при Селскостопанска академия – София, със специалност Растителна защита.
След дипломирането си работи като агроном в гр. Исперих и Стамболийски, а през 1958 г. печели конкурс за асистент по ентомология в бившия ВСИ, сега Аграрен университет – Пловдив. Бързо израства в науката и през 1982 г. става професор по растителна защита. През периода 1970-1989 г. е ръководител на катедра „Агроекология". Основател на специализираната катедра „Защита на селското стопанство“  към ВСИ и първи зам.-ректор на института с мандат 1991-1995 г.
Автор на 269 научни публикации, 5 ръководства и 3 учебника.
Проф. Сенгалевич е носител на орден „Кирил и Методий“ II степен, орден „Константин Малков“, орден I степен за гражданска защита, златна значка на БЧК и др. През 2000 г. е удостоен с Почетния знак на град Пловдив за съществен принос и заслуги за развитието на образованието и науката. Доктор хонорис кауза на ВУЗК (2006)  и на Аграрния университет (2008). , златен орден на БЧК, орден I степен за гражданска защита и др. Два пъти удостоен с почетното звание doctor honoris causa.
След пенсионирането си продължава да преподава в земеделския колеж в Пловдив, сега Висше училище по агробизнес и развитие на регионите. Малцина, които познават проф. Сенгалевич знаят, че той е потомък и носител на графска титла на рода Шилинг Сенгалевич, дадена през 1507 г. от императора на Австро-Унгария Максимилиан.
На 16 декември 2012 г. на 81-годишна възраст почива един от великите за 20 век български учени в областта на растителната защита и агроекологията проф. Георги Сенгалевич.